# Уланский Её Величества лейб-гвардии полк

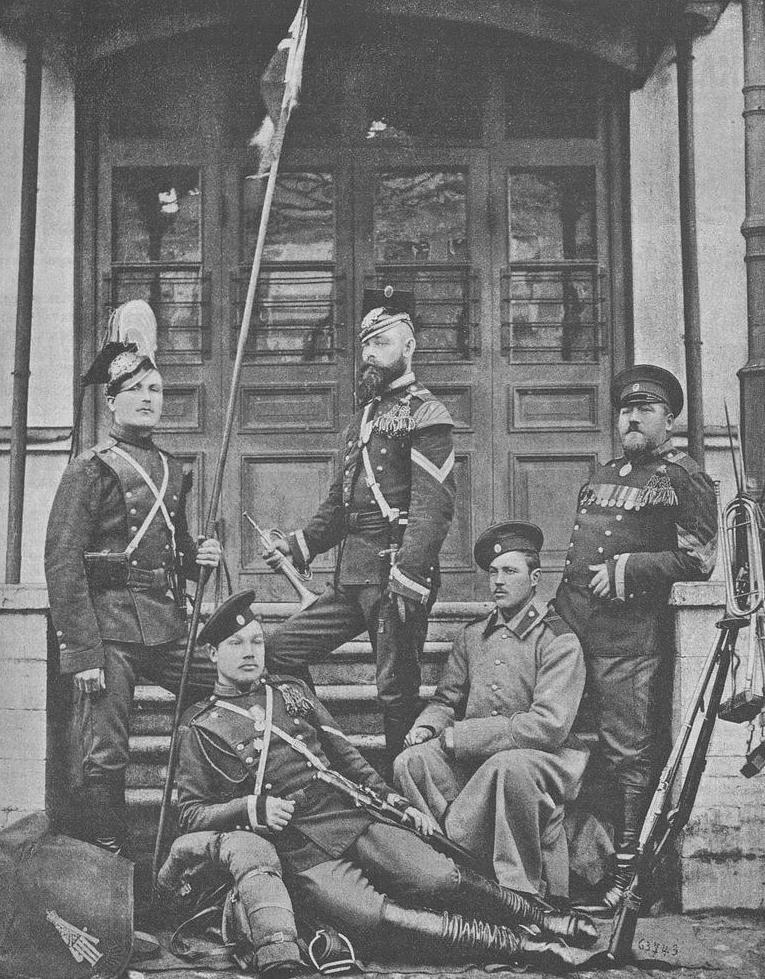
Лейб-уланы, 1894 год.

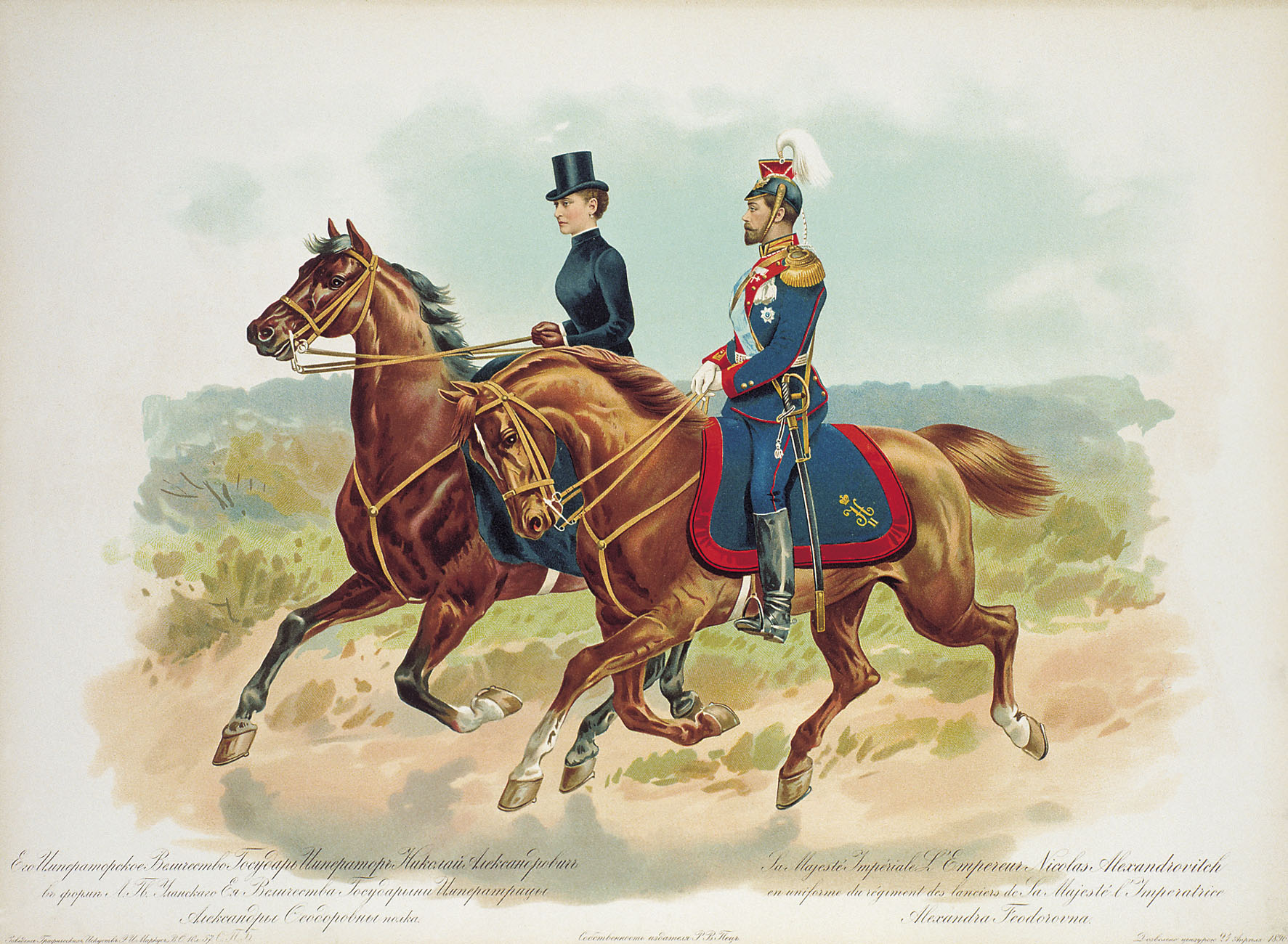
Николай II в форме Лейб-гвардии Уланского полка.

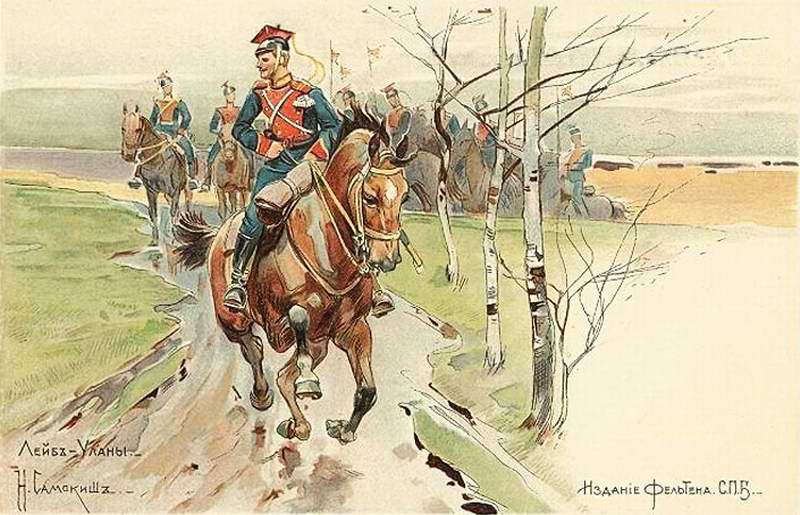
Н. Самокиш. Лейб-уланы.

Лейб-гва́рдии Ула́нский Её Вели́чества Госуда́рыни Императри́цы Алекса́ндры Фео́доровны полк — гвардейский кавалерийский уланский полк Вооружённых сил Российской империи.
Старшинство лейб-гвардейского формирования — с 16 мая 1651 года, полковой праздник — в день Вознесения Господня.
Дислокация — Новый Петергоф Санкт-Петербургской губернии (1913 год). Лейб-гвардейский полк отличился в сражениях с наполеоновской армией под Аустерлицем в 1805 году и под Фридландом в 1807 году. С 1857 года входил в состав 2-й гвардейской кавалерийской дивизии.

## История
В начале 1800-х годов, по Высочайшему повелению, началось сформирование новых полков, в том числе и в Украинской инспекции, формировались два гусарских полка: Белорусский и Одесский. Одесские гусары формировались в двух городках Киевской губернии, Махновке и Сквире, и его сформированием занимался один из любимейших генерал-адъютантов императора Александра, барон Ф. Ф. Винцингероде, который к тому времени едва лишь успел приступить к началу своего поручения, и таким образом суммы, отпущенные на снаряжение и обмундирование Одесских гусар, ещё не были израсходованы полностью.
В другом источнике сказано что 16 мая 1803 года из эскадронов, отчисленных по два от гусарских полков: Сумского, Изюмского и Мариупольского, дополненных рекрутами, сформирован Одесский гусарский полк в составе двух пятиэскадронных батальонов.
11 сентября 1803 года гусарский полк был преобразован в уланский и переименован в Уланский Его Императорского Высочества Цесаревича Великого Князя Константина Павловича полк (Уланский Цесаревича Константина Павловича полк).
Уланский Цесаревича Константина Павловича полк принимал участие во второй войне с французами, был в сражениях при Гутштадте, Гейльсберге и Фридланде.
- 12.12.1809 — полк разделён на два: половина полка (пять действующих эскадронов и половина запасного эскадрона) преобразована в Лейб-гвардии Уланский полк, вторая половина полка выделена на сформирование Лейб-гвардии Драгунского полка. Оба полка получили права Старой гвардии.
- 4.10.1810 — запасный полуэскадрон упразднен.
- 28.12.1812 — полк переформирован в 6 действующих и 1 запасный эскадрон.
- 1814 — два эскадрона дислоцированы в Варшаве.
- 7.12.1817 — эскадроны, находившиеся в Варшаве, отчислены на формирование лейб-гвардии Уланского Его Императорского Высочества Цесаревича полка, и для этой цели предназначены были два эскадрона старого лейб-гвардии Уланского полк[8]. Взамен их сформированы 2 новых эскадрона.
- 26.06.1856 — переформирован в 6 действующих и два резервных эскадрона.
- 18.09.1856 — переформирован в четыре действующих и один резервный (№ 5-го) эскадронов.
- 29.12.1863 — 5-й резервный эскадрон отделен от полка в состав особой гвардейской резервной кавалерийской бригады и назван резервным эскадроном лейб-гвардии Уланского полка.
- 4.08.1864 — резервный эскадрон возвращен в полк и отчислять его в резервную бригаду велено только на время военных действий.
- 24.12.1866 — утвержден новый штат полка.
- 27.07.1875 — резервный эскадрон переименован в запасный
- 1883 — полк переформирован в 6 эскадронов, запасный эскадрон переформирован в отделение кадра.
- 13.11.1894 — Лейб-Гвардии Уланский Ея Величества Государыни Императрицы Александры Феодоровны полк.
- 14.11.1894 — шеф полка — Её Величество Государыня Императрица Александра Феодоровна.
- 4.03.1917 — лейб-гвардии 1-й Уланский полк
- 8.06.1917 — Гвардейский Уланский полк
- 9.05.1918 — полк расформирован (приказом Комиссариата по военным делам Петроградской трудовой коммуны № 144 от 11.06.1918 г.).
- Возрождён во ВСЮР. Эскадрон полка первоначально входил в Сводно-горскую дивизию. С 30.12.1919 взвод и эскадрон полка входил в Сводную кавалерийскую бригаду, с начала января 1920 года — в Сводно-гвардейский кавалерийский полк 1-й кавалерийской дивизии, а по прибытии в Крым с 16.04.1920 г. составил половину 7-го эскадрона Гвардейского кавалерийского полка. Полк потерял за время своего участия в Белом сопротивлении 14 офицеров (6 убиты, 4 расстреляны и 4 умерли от болезней). Полковое объединение в эмиграции на 1951 год насчитывало 23 человека (данные С. В. Волкова).

## Внешний вид

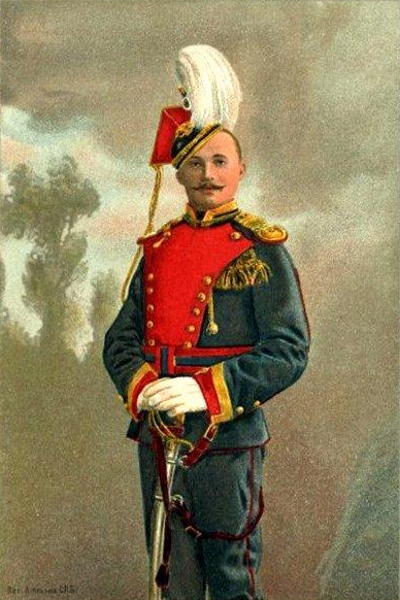
Лейб-улан Её Величества на дореволюционной открытке

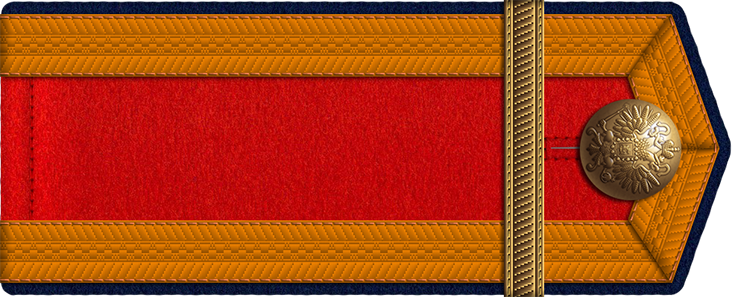
Ефрейтор — сверхсрочнослужащий 2-го разряда в гвардии

Нижние чины полка комплектовались из блондинов и рыжих (без бровей). Общая полковая масть коней — рыжая. Масти различались по эскадронам:
- 1-й эскадрон — крупные рыжие со звездочкой;
- 2-й эскадрон — рыжие лысые и белоногие;
- 3-й эскадрон — менее рослые рыжие с крапинкой и сединой;
- 4-й эскадрон — тёмно-рыжие с отметинами;
- 5-й эскадрон — бурые с отметинами;
- 6-й эскадрон — тёмно-рыжие и бурые без отметин, трубачи — рыжие и серые[9].

## Форма одежды

### 1914 года
Общеуланский. Мундир (парадный), мундир (повседневный), тулья, вальтрап тёмно-синий, воротник, околыш, выпушка, погоны, лацкан, обшлага, клапан пальто, шинели, обшивка — алые, металлический прибор — золотой.

## Флюгер
Флюгер имел цвета: Верхняя половина и нижняя полоска — белые, нижняя половина и верхняя полоска — алые.

## Знаки отличия
- Георгиевский штандарт с надписью «За взятие при Красном неприятельского знамени и за отличие при поражении и изгнании неприятеля из пределов России 1812 г.» Пожалован 13 апреля 1813 года, новый штандарт — 27 июня 1851 года.
- 27 июня 1851 года пожалована юбилейная Андреевская лента в связи с празднованием 200-летнего юбилея полка. С 1884 года в строй не выносилась.
- 22 Георгиевские трубы с надписью «Л.-Гв. Уланского полка, за отличные подвиги, оказанные в достопамятную кампанию благополучно оконченную в 1814 году». Пожалованы 30 августа 1814 года.
- Знаки на головные уборы с надписью «За Телиш 16 Октября и Балканы 18 декабря 1877 года». Пожалованы 17 апреля 1878 года[10].

## Шефы
Шефы или почётные командиры:

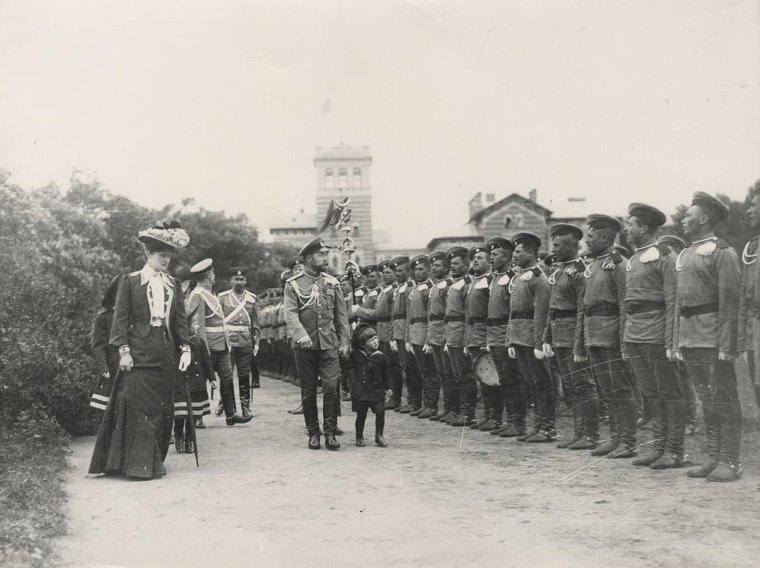
Петергоф, смотр Лейб-гвардии Уланского полка императором и императрицей Александрой Фёдоровной, 1908–1909 гг.

- 11.09.1803 — 15.06.1831 — великий князь цесаревич Константин Павлович[5]
- 27.07.1831 — 13.04.1891 — великий князь Николай Николаевич Старший
- 14.11.1894 — 04.03.1917 — Императрица Александра Фёдоровна

## Командиры
(Командующий в дореволюционной терминологии означал временно исполняющего обязанности начальника или командира. С 1820-х годов должности командира гвардейского полка соответствовал чин генерал-майора, и при назначении на эту должность полковников они, как правило, оставались командующими до момента своего производства в генерал-майоры).
- 16.05.1803 — 14.09.1803 — временный командующий полковник граф Мантейфель, Иван Васильевич
- 14.09.1803 — 09.11.1807 — генерал-майор барон Меллер-Закомельский, Егор Иванович
- 28.11.1807 — 28.03.1821[11] — полковник (с 12.12.1807 генерал-майор) Чаликов, Антон Степанович
- 18.04.1821 — 01.01.1827 — генерал-майор Андреевский, Степан Степанович
- 01.01.1827 — 20.01.1832 — генерал-майор Олферьев, Павел Васильевич
- 20.01.1832 — 14.07.1838[12] — генерал-майор барон Рённе, Егор Карлович
- 02.08.1838 — 29.05.1841[13] — полковник (с 30.08.1839 генерал-майор) Риземан, Александр Христофорович
- 29.05.1841 — 09.11.1841 — генерал-майор светлейший князь Ливен, Андрей Карлович
- 09.11.1841 — 06.12.1851[14] — генерал-майор (с 03.08.1849 граф) Нирод, Евстафий Евстафьевич
- 06.12.1851 — 17.04.1857 — генерал-майор Шевич, Михаил Николаевич
- 17.04.1857 — 26.09.1862 — генерал-майор Свиты Е. И. В. Волков, Пётр Николаевич
- 26.09.1862 — 22.11.1868 — полковник (с 17.04.1863 генерал-майор) Крылов, Евгений Тимофеевич
- 22.11.1868 — 18.12.1873 — генерал-майор Свиты Эссен, Александр Антонович
- 18.12.1873 — 02.03.1878 — полковник (с 27.07.1875 генерал-майор, с 27.07.1876 в Свите) Эттер, Николай Павлович
- 02.03.1878 — 30.08.1881 — генерал-майор Свиты Струков, Александр Петрович
- 30.08.1881 — 13.04.1891 — полковник (с 30.08.1885 генерал-майор) Червонный, Сергей Прокофьевич
- 15.04.1891 — 06.03.1897 — генерал-майор Баранов, Пётр Петрович
- 06.03.1897 — 02.07.1902 — полковник (с 09.04.1900 генерал-майор) принц Луи Наполеон Бонапарт
- 09.10.1902 — 04.09.1907 — флигель-адъютант полковник (с 17.04.1905 генерал-майор Свиты) Орлов, Александр Афиногенович

Шел я раз по улице и увидел ехавшего навстречу только что назначенного командира гвардейских петергофских улан полковника Орлова. Зная его пристрастие к военной выправке, я четко ему откозырял, а он так же четко, а не отмахиваясь, как некоторые, ответил мне на приветствие. Остановив извозчика, он подошёл ко мне с приглашением зайти к нему на холостую квартиру.

— Я давно к вам приглядываюсь, и сейчас вы мне очень нужны. Вы знаете, что я только что принял полк, который необходимо встряхнуть, после того как им командовал Наполеон. Я предлагаю вам принять третий эскадрон в моем полку.— Игнатьев А. А. Пятьдесят лет в строю. Книга I, глава 8. — М.: Воениздат, 1986. — С. 128. — ISBN 5-203-00055-7.
- 04.09.1907 — 10.03.1910 — генерал-майор (с 23.04.1909 в Свите) Павлов, Александр Александрович
- 10.03.1910 — 24.12.1913 — генерал-майор (с 23.04.1911 в Свите) князь Белосельский-Белозерский, Сергей Константинович
- 24.12.1913 — 09.08.1915 — полковник (с 09.01.1915 генерал-майор, с 22.03.1915 в Свите) Княжевич, Дмитрий Максимович
- 22.08.1915 — 10.03.1917 — флигель-адъютант полковник (с 23.04.1916 генерал-майор Свиты) Маслов, Михаил Евгеньевич
- 10.03.1917 — хх.хх.хххх — полковник Миклашевский, Илья Михайлович

## Известные люди, служившие в полку
- Гумилёв, Николай Степанович — поэт-акмеист Серебряного века, георгиевский кавалер.
- Крестовский, Всеволод Владимирович — известный писатель, автор истории полка.
- Тутолмин, Иван Федорович
- Леонтьев, Леонид Георгиевич - Премьер Мариинского императорского театра, лучший баритон в истории Мариинки, герой 1-й Мировой войны, основатель и руководитель одним из Летучих автомобильных медицинских отрядов Красного креста.